# 末広アンテナ
末広アンテナ(すえひろあんてな)は、日本のサブカルチャーアイドルユニット。

## 概要
ローリスク・ローリターン型サブドルとして、さつき が てんこもりプロデュースのもとに、アキバ系ボーカリスト"ななひら"、声優"有野いく"の2人で構成されたユニットである。2014年04月23日、ラブギガヘルツでデビュー。有野が火曜日のアシスタントを務めたニコラジの木曜日アシスタントがさつきがてんこもりで、アシスタント同士の縁がきっかけになり末広アンテナの活動参加に声がかかった。
末広町駅が秋葉原駅の先にあることから、「アキバの先っちょ」をテーマに名付けられた。秋葉原から歩いていくといつの間にか末広町になっていることから、「なんとなく歩いていたら、ちょっと外れたところにいつの間にか居た」という意味合いで命名。
また、ラブギガヘルツの歌詞にあるように、末広アンテナはアンテナ施工販売会社という設定なので、ライブに行くことを出勤、ファンは末広アンテナ社員という。ライブでは、仕事はじめの体操としてラジオ体操第一をファンと一緒に行う。
2018年～2020年は有野いくの誕生日イベントにななひらがゲストで呼ばれ、限定活動復活として「ラブギガヘルツ」や「うるせえだまれ」を披露している。ユニットとしては活動停止中。

## メンバー

### ななひら
- 8月31日生まれ、福井県出身、愛称は"ななひー"[4]。
- 2008年、ニコニコ動画で歌い手デビュー。
- 中毒性のある高音ボイスでの電波/ハイテンション楽曲の歌唱をメインに、楽曲に合わせて声色やニュアンスを幅広く変化させた多彩な歌唱も行う。
- 2020年1月より株式会社ドライブの運営するレーベル「müchette」へ参加中。
- ニコニコ動画の歌い手としても絶大な支持を得ているボーカリスト。

### 有野いく
- 1月14日生まれ、東京都生まれ、大阪府泉佐野市育ち、愛称は"いくちょん"。
- PSP用ゲーム『つくものがたり』で声優デビュー。
- スマホ・PC・PS4・SWITCH用ゲーム『CARAVAN STORIES』など、幅広いジャンルのゲーム作品で声優活動を行う。
- 主にMC、ナレーター、レポーター、ラジオパーソナリティとして活動中。
- "からあげタレント"、"からあげ研究家"としても知られている。

## 制作チーム

### さつき が てんこもり
- 作詞・作曲担当。
- 大人気TVアニメ『俺の妹がこんなに可愛いわけがない』や、アイドルグループ・私立恵比寿中学などに楽曲提供。
- ニコニコ動画ではボカロPとしても活動中のクリエイター。

### 大箭マサヤ
- 編曲担当。
- さつき が てんこもりと一緒に私立恵比寿中学の楽曲を制作。
- 音楽ゲーム「BEMANI」シリーズに楽曲を提供する。
- 活動名は“かめりあ”。大箭マサヤは別名義。

### さっちゃそ
- 振付担当。
- アニメ、ゲーム、アイドルの振付や、イベント出演など。

### ももいろえりす
- デザイン、イラスト担当。

## 楽曲
| 発売日         | 曲名           | 作詞・作曲                                                     | レーベル・発売元                                            | 備考                                                |
| -------------- | -------------- | -------------------------------------------------------------- | ----------------------------------------------------------- | --------------------------------------------------- |
| 2014年04月23日 | ラブギガヘルツ | 作詞,作曲：さつき が てんこもり 編曲：かめりあ(大箭マサヤ名義) | レーベル：ぐうのねプロダクション 発売元：Subcul-rise Record | 振付：さっちゃそ デザイン、イラスト：ももいろえりす |
| 2014年04月23日 | うるせえ黙れ   | 作詞,作曲：さつき が てんこもり 編曲：かめりあ(大箭マサヤ名義) | レーベル：ぐうのねプロダクション 発売元：Subcul-rise Record | 振付：さっちゃそ デザイン、イラスト：ももいろえりす |

### 未発表曲
- お布団グラビティ
  - 収録を行ったが、音源を紛失し未リリースとなった。

## メディア
| 放送日など                    | 番組名など                        | メディア               | 備考                                                 |
| ----------------------------- | --------------------------------- | ---------------------- | ---------------------------------------------------- |
| 2014年05月02日-2015年04月25日 | やまだひさしのラジアンリミテッドF | JFN系列 全国38局ネット | - コーナー：末広アンテナの先っちょコレクション       |
| 2014年07月06日                | FM深夜バラエティー wktkの枠       | FM徳島                 | 第118回 ゲスト                                       |
| 2014年10月04日                | キマシタワー歌ってみた            | ニコニコ動画           | - 歌：有野いく、ななひら - MIX：さつき が てんこもり |
| 2015年                        | 末広アンテナチャンネル            | YouTube                | ラブギガヘルツ、うるせぇ黙れのMVがある               |

## インタビュー
| 掲載日         | 記事                  |
| -------------- | --------------------- |
| 2014年04月21日 | KAI-YOUインタビュー   |
| 2014年05月09日 | realsoundインタビュー |

## イベント・ライブ
| 開催日         | イベント名                                                                                     | 開催場所               | 備考 |
| -------------- | ---------------------------------------------------------------------------------------------- | ---------------------- | --- |
| 2014年04月09日 | shibuya audiovisual education                                                                  | 渋谷TSUTAYA O-nest     | [ 16 ] |
| 2014年04月19日 | 末広アンテナ お披露目LIVE!                                                                     | 渋谷DESEO              | - AKIBA-ManiaX内LIVE - 唐揚げ物販                                                                                 |
| 2014年04月30日 | 「ラブギガヘルツ」リリース記念イベント                                                         | タワーレコード錦糸町店 | 店内イベントスペースにて                                                                                          |
| 2014年05月10日 | 末広アンテナ ミニLIVE＆握手会                                                                  | タワーレコード新宿店   | |
| 2014年05月25日 | 全開フリーダムLIVE in Twin Box AKIHABARA                                                       | TwinBox AKIHABARA      | |
| 2014年06月03日 | SPACEY MUSIC祭り with「シンデレラブレイド2 Big Bonus Music」発表祭in 川崎CLUB CITTA'           | 川崎 CLUB CITTA'       | 前座で出演 |
| 2014年06月08日 | Xi-lium vol.40 Anniversary Special                                                             | 秋葉原MOGRA            | |
| 2014年07月13日 | 腹筋崩壊EXTRA～電波 が てんこもり すぺしゃる!!末広アンテナ・ラブギガヘルツ発売記念パーティー！ | 名古屋 金山CLUB SARU   | フライヤー持参で唐揚げの販売                                                                                      |
| 2018年01月14日 | 怒涛の唐揚祭！？～有野いく生誕祭～                                                             | 新宿 NakedLoft         | - ななひら、さつき が てんこもりがゲスト。 - 実質の末広アンテナ限定復活。 - ラブギガヘルツ、うるせぇだまれを歌唱  |
| 2019年01月14日 | 〜波乱のからあげパーティー〜有野いく生誕祭！                                                   | 新宿 NakedLoft         | - ななひらが2年連続ゲスト。 - 2018年同様に、末広アンテナの衣装で限定復活。 - ラブギガヘルツ、うるせぇだまれを歌唱 |
| 2020年01月13日 | 有野いく唐揚会 ～Anniversary編～                                                               | 新宿 NakedLoft         | - ななひらが3年連続ゲスト。 - ラブギガヘルツ、うるせぇだまれを歌唱                                                |